# Qurayyat, Hama
Qurayyat (tiếng Ả Rập: القريات, cũng đánh vần Qrayat) là một ngôi làng Syria nằm ở phó huyện Jubb Ramishima ở huyện Masyaf, Hama. Theo Cục Thống kê Trung ương Syria (CBS), Qurayyat có dân số 943 trong cuộc điều tra dân số năm 2004. Cư dân của nó chủ yếu là Alawites.